# Somos tú y yo, un nuevo día
Somos tú y yo, un nuevo día ist eine venezolanisch-amerikanischer Drama- und Mystery-Fernsehserie. Die Serie wurde ursprünglich zwischen dem 17. August 2009 und dem 17. November 2009 auf Boomerang ausgestrahlt. Sie basiert auf dem Film Grease mit John Travolta und Olivia Newton-John in den Hauptrollen.

## Handlung
Victor Rodríguez ist ein ehrlicher junger Mann, der davon träumt, ein internationaler Rockstar zu werden. Als seine Eltern sterben, beschließt er, in die USA zu ziehen und verspricht seiner Freundin Sheryl, dass er immer mit ihr in Kontakt bleiben wird, aber nach Monaten Sheryl erhält keinen Brief und beschließt, ihn zu vergessen. Drei Jahre später kehrt Victor nach Caracas zurück, entdeckt jedoch, dass sich alles geändert hat, als er sieht, dass seine alte Bande „The Warriors“ ihn durch Aran als Anführer ersetzt hat, und noch schlimmer, er entdeckt, dass seine Ex-Freundin Sheryl Sánchez Sie ist die Anführerin einer Gruppe von Mädchen namens „The Queens“ geworden und sie ist ein hartes Mädchen geworden, das nichts über ihn wissen will. Auf der anderen Seite hat er einen Freund aus seiner Jugend, der während seiner gesamten Zeit außerhalb des Landes auf ihn gewartet hat, Rosmery, ein Mädchen mit einem etwas männlichen Aussehen, das Mechaniker in der Familienwerkstatt von Rodríguez ist und in ihn verliebt ist. heimlich. Mit ihrem neuen Anführer wurden The Warriors von Jorge, Victor, Luciano und Ricardo zu Aran, Gustavo, Luciano, Jorge und Ricardo, allesamt beliebte Jungen in der Stadt. Darin sind „The Famous“, Hendrick, Andrés, Alejandro, Gabriel, Erick, Oriana, Yuvana und Claudia, sie sind die reichen Kinder, die in einer Fernsehshow, der Hendrick Show, die Hauptrolle spielen. Damit nutzt Arán die Gelegenheit, Sheryl zu erobern, während Rosmery, ein sehr guter Mechaniker, und Oriana, ein Fernsehstar, sich in Victor verlieben und versuchen, ihn endgültig von Sheryl zu trennen.

## Besetzung

### Hauptdarsteller
| Rolle               | Schauspieler      |
| ------------------- | ----------------- |
| Sheryl Sánchez      | Sheryl Rubio      |
| Victor Rodríguez    | Victor Drija      |
| Oriana del Castillo | Oriana Ramírez    |
| Rosmery Rivas       | Rosmeri Marval    |
| Arán Gutiérrez      | Arán de las Casas |
| Hendrick            | Hendrick Bages    |

### Nebendarsteller
- Jorge Torres: Jorge Rodriguez
- Yuvanna Montalvo: Yuvanna
- Gabriel Coronel: Gabriel Velásquez
- Kelly Durán: Kelly
- Yelitza Méndez: Yelitza
- Vanessa Suárez: Vanessa
- Rosangélica Piscitelli: Rose
- Gabriel Tarantini: Andrés del Castillo
- Ricardo Páez: Ricardo
- Luciano Muguerza: Luciano
- Gustavo Elis: Gustavo
- Alexandra Mey: Claudia
- Alejandro Mogollón: Alejandro
- Alfredo Lovera: Alfredo Contreras
- Nicolás Pérez: Nicolás Rodríguez
- Bárbara Di Flaviano: Bárbara Granadillo
- Corina Smith: María Corina
- Luis Pérez Pons: José Ruperto Granadillo

## Konzerttour
- Somos tú y yo, un nuevo día, Live Tour (2009)